# Pilistvere
Pilistvere is een dorp in de Estlandse gemeente Põhja-Sakala, gelegen in de provincie Viljandimaa.
Tot in oktober 2017 behoorde het dorp tot de gemeente Kõo. In die maand ging Kõo op in de fusiegemeente Põhja-Sakala.

## Bevolking
Het dorp had 90 inwoners op 31 december 2011 en 85 inwoners op 31 december 2021.

## Ligging
Het dorp ligt tegen de grens tussen de provincies Viljandimaa en Jõgevamaa. De rivier Navesti loopt langs de oostgrens van Pilistvere.
In Pilistvere bevindt zich het graf van Jüri Vilms (1889-1918), een van de grondleggers van het onafhankelijke Estland.

## Geboren in Pilistvere
- August Rei (1886-1963), politicus, jurist en diplomaat
- Andres Larka (1894-1942), politicus